# Egypten i olympiska sommarspelen 2008
Egypten i olympiska sommarspelen 2008 bestod av 103 idrottare som blivit uttagna av Egyptens olympiska kommitté.

## Badminton
- Huvudartikel: Badminton vid olympiska sommarspelen 2008
- Damer

| Namn        | Gren   | 32-delsfinal       | 16-delsfinal           | 8-delsfinal      | Kvartsfinal      | Semifinal        | Final            | Final            |                  |
| Namn        | Gren   | Resultat           | Resultat               | Resultat         | Resultat         | Resultat         | Resultat         | Plats            |                  |
| ----------- | ------ | ------------------ | ---------------------- | ---------------- | ---------------- | ---------------- | ---------------- | ---------------- | ---------------- |
| Hadia Hosny | Singel | Angulo (MEX) W 2-1 | Nedelcheva (BUL) L 0-2 | Gick inte vidare | Gick inte vidare | Gick inte vidare | Gick inte vidare | Gick inte vidare | Gick inte vidare |

## Bordtennis
- Huvudartikel: Bordtennis vid olympiska sommarspelen 2008

Herrar
| Idrottare       | Gren   | Grundomgång           | Omgång 1             | Omgång 2             | Omgång 3             | Omgång 4             | Kvartsfinal          | Semifinal            | Final                |                  |
| Idrottare       | Gren   | Motståndare Resultat  | Motståndare Resultat | Motståndare Resultat | Motståndare Resultat | Motståndare Resultat | Motståndare Resultat | Motståndare Resultat | Motståndare Resultat |                  |
| --------------- | ------ | --------------------- | -------------------- | -------------------- | -------------------- | -------------------- | -------------------- | -------------------- | -------------------- | ---------------- |
| El-Sayed Lashin | Singel | Tabachink (ARG) W 4-2 | Freitas (POR) L 1-4  | Gick inte vidare     | Gick inte vidare     | Gick inte vidare     | Gick inte vidare     | Gick inte vidare     | Gick inte vidare     | Gick inte vidare |
| Adel Massaad    | Singel | Carneros (ESP) L 2-4  | Gick inte vidare     | Gick inte vidare     | Gick inte vidare     | Gick inte vidare     | Gick inte vidare     | Gick inte vidare     | Gick inte vidare     |                  |
| Ahmed Ali Saleh | Singel | Davis (AUS) W 4-1     | Eloi (FRA) L 3-4     | Gick inte vidare     | Gick inte vidare     | Gick inte vidare     | Gick inte vidare     | Gick inte vidare     | Gick inte vidare     |                  |

Damer
| Idrottare          | Gren   | Grundomgång               | Omgång 1             | Omgång 2             | Omgång 3             | Omgång 4             | Kvartsfinal          | Semifinal            | Final                |
| Idrottare          | Gren   | Motståndare Resultat      | Motståndare Resultat | Motståndare Resultat | Motståndare Resultat | Motståndare Resultat | Motståndare Resultat | Motståndare Resultat | Motståndare Resultat |
| ------------------ | ------ | ------------------------- | -------------------- | -------------------- | -------------------- | -------------------- | -------------------- | -------------------- | -------------------- |
| Shaimaa Abdul-Aziz | Singel | Pan (TPE) L 0-4           | Gick inte vidare     | Gick inte vidare     | Gick inte vidare     | Gick inte vidare     | Gick inte vidare     | Gick inte vidare     | Gick inte vidare     |
| Noha Yousry        | Singel | Sorochinskaya (UKR) L 0-4 | Gick inte vidare     | Gick inte vidare     | Gick inte vidare     | Gick inte vidare     | Gick inte vidare     | Gick inte vidare     | Gick inte vidare     |

## Boxning
- Huvudartikel: Boxning vid olympiska sommarspelen 2008

| Hosam Bakr Abdin | Weltervikt    |                          | Boonjumnong (THA) W 11-10 | Banteux (CUB) L 3-10 | Gick inte vidare | Gick inte vidare | Gick inte vidare | Gick inte vidare |
| Mohamed Hikal    | Medelvikt     | DeGale (GBR) L 4-13      | Gick inte vidare          | Gick inte vidare     | Gick inte vidare | Gick inte vidare |                  |                  |
| Ramadan Yasser   | Lätt tungvikt | Magomedov (BLR) W +10-10 | Benchabla (ALG) L 6-13    | Gick inte vidare     | Gick inte vidare | Gick inte vidare | Gick inte vidare |                  |

## Brottning
- Huvudartikel: Brottning vid olympiska sommarspelen 2008

Herrar
| Idrottare               | Klass                               | Kvalomgång            | Åttondelsfinal        | Kvartsfinal          | Semifinal            | Bronsomgång Runda 1  | Bronsomgång Runda 2   | Final                |                  |
| Idrottare               | Klass                               | Motståndare Resultat  | Motståndare Resultat  | Motståndare Resultat | Motståndare Resultat | Motståndare Resultat | Motståndare Resultat  | Motståndare Resultat |                  |
| ----------------------- | ----------------------------------- | --------------------- | --------------------- | -------------------- | -------------------- | -------------------- | --------------------- | -------------------- | ---------------- |
| Hassan Madani           | Fristil, fjädervikt                 | BYE                   | Mohammadi (IRI) L 0-9 | Gick inte vidare     | Gick inte vidare     | Gick inte vidare     | Gick inte vidare      | Gick inte vidare     |                  |
| Saleh Emara             | Fristil, tungvikt                   | BYE                   | Ebrahimi (IRI) L 5-6  | Gick inte vidare     | Gick inte vidare     | Gick inte vidare     | Gick inte vidare      | Gick inte vidare     |                  |
| Mostafa Hassan          | Grekisk-romersk stil, bantamvikt    | Bayramov (AZE) L 0-12 |                       |                      |                      |                      | Hernandez (CUB) L 1-9 | Gick inte vidare     |                  |
| Ashraf Mohamed Meligy   | Grekisk-romersk stil, fjädervikt    | Diaconu (ROU) 3:3     | Gick inte vidare      | Gick inte vidare     | Gick inte vidare     | Gick inte vidare     | Gick inte vidare      | Gick inte vidare     |                  |
| Karam Gaber             | Grekisk-romersk stil, tungvikt      |                       | Guri (ALB) L 3:1      | Gick inte vidare     | Gick inte vidare     | Gick inte vidare     | Gick inte vidare      | Gick inte vidare     | Gick inte vidare |
| Yasser Abdelrahman Sakr | Grekisk-romersk stil, supertungvikt |                       | Patrikeev (ARM) L 3:1 | Gick inte vidare     | Gick inte vidare     | Gick inte vidare     | Gick inte vidare      | Gick inte vidare     | Gick inte vidare |

Damer
| Idrottare   | Klass               | Kvalomgång           | Åttondelsfinal       | Kvartsfinal          | Semifinal            | Bronsomgång Runda 1  | Bronsomgång Runda 2  | Final                |
| Idrottare   | Klass               | Motståndare Resultat | Motståndare Resultat | Motståndare Resultat | Motståndare Resultat | Motståndare Resultat | Motståndare Resultat | Motståndare Resultat |
| ----------- | ------------------- | -------------------- | -------------------- | -------------------- | -------------------- | -------------------- | -------------------- | -------------------- |
| Haiat Farag | Fristil, mellanvikt | Miller (USA) L 3-0   | Gick inte vidare     | Gick inte vidare     | Gick inte vidare     | Gick inte vidare     | Gick inte vidare     | Gick inte vidare     |

## Bågskytte
- Huvudartikel: Bågskytte vid olympiska sommarspelen 2008
- Herrar

| Namn          | Gren         | Rankingrunda | Rankingrunda | 32-delsfinal             | 16-delsfinal     | 8-delsfinal      | Kvartsfinal      | Semifinal        | Final            | Final |
| Namn          | Gren         | Poäng        | Seed         | Resultat                 | Resultat         | Resultat         | Resultat         | Resultat         | Resultat         | Plats |
| ------------- | ------------ | ------------ | ------------ | ------------------------ | ---------------- | ---------------- | ---------------- | ---------------- | ---------------- | ----- |
| Maged Youssef | Individuellt | 605          | 62           | Ruban (UKR) (3) L 96-111 | Gick inte vidare | Gick inte vidare | Gick inte vidare | Gick inte vidare | Gick inte vidare | 62    |

- Damer

| Namn            | Gren         | Rankingrunda | Rankingrunda | 32-delsfinal               | 16-delsfinal     | 8-delsfinal      | Kvartsfinal      | Semifinal        | Final            | Final |
| Namn            | Gren         | Poäng        | Seed         | Resultat                   | Resultat         | Resultat         | Resultat         | Resultat         | Resultat         | Plats |
| --------------- | ------------ | ------------ | ------------ | -------------------------- | ---------------- | ---------------- | ---------------- | ---------------- | ---------------- | ----- |
| Soha Abed Elaal | Individuellt | 587          | 57           | Folkard (GBR) (8) L 95-107 | Gick inte vidare | Gick inte vidare | Gick inte vidare | Gick inte vidare | Gick inte vidare | 63    |

## Friidrott
- Huvudartikel: Friidrott vid olympiska sommarspelen 2008

Förkortningar
- Noteringar – Placeringarna avser endast löparens eget heat
- Q = Kvalificerad till nästa omgång
- q = Kvalificerade sig till nästa omgång som den snabbaste idrottaren eller, i fältgrenarna, via placering utan att uppnå kvalgränsen.
- NR = Nationellt rekord
- N/A = Omgången ingick inte i grenen
- Bye = Idrottaren behövde inte delta i denna omgång

Herrar
Bana & landsväg
| Amr Ibrahim Mostafa Seoud | 200 m | 20.75 | 5 q | 20.55 | 6 | Gick inte vidare | Gick inte vidare | Gick inte vidare | Gick inte vidare |

Fältgrenar
| Idrottare       | Gren           | Kval  | Kval      | Final            | Final            |
| Idrottare       | Gren           | Längd | Placering | Längd            | Placering        |
| --------------- | -------------- | ----- | --------- | ---------------- | ---------------- |
| Mohsen El Anany | Släggkastning  | NM    | —         | Gick inte vidare | Gick inte vidare |
| Omar El Ghazali | Diskuskastning | 60.24 | 23        | Gick inte vidare | Gick inte vidare |
| Yasser Farag    | Kulstötning    | 18.42 | 37        | Gick inte vidare | Gick inte vidare |

## Fäktning
- Huvudartikel: Fäktning vid olympiska sommarspelen 2008

Herrar
| Idrottare                                          | Gren                  | Omgång 1                | Sextondelsfinal        | Åttondelsfinal    | Kvartsfinal       | Semifinal                                | Final / BM                     | Final / BM       |
| Idrottare                                          | Gren                  | Motståndare Poäng       | Motståndare Poäng      | Motståndare Poäng | Motståndare Poäng | Motståndare Poäng                        | Motståndare Poäng              | Placering        |
| -------------------------------------------------- | --------------------- | ----------------------- | ---------------------- | ----------------- | ----------------- | ---------------------------------------- | ------------------------------ | ---------------- |
| Ahmed Nabil                                        | Värja, individuellt   | Novosjolov (EST) L 8–15 | Gick inte vidare       | Gick inte vidare  | Gick inte vidare  | Gick inte vidare                         | Gick inte vidare               | Gick inte vidare |
| Mostafa Nagaty                                     | Florett, individuellt | i.u.                    | Meinhardt (USA) L 3–15 | Gick inte vidare  | Gick inte vidare  | Gick inte vidare                         | Gick inte vidare               | Gick inte vidare |
| Gamal Fathy                                        | Sabel, individuellt   | Beaudry (CAN) L 8–15    | Gick inte vidare       | Gick inte vidare  | Gick inte vidare  | Gick inte vidare                         | Gick inte vidare               | Gick inte vidare |
| Mahmoud Samir                                      | Sabel, individuellt   | Agresta (BRA) L 10–15   | Gick inte vidare       | Gick inte vidare  | Gick inte vidare  | Gick inte vidare                         | Gick inte vidare               | Gick inte vidare |
| Shadi Talaat                                       | Sabel, individuellt   | Prjiemka (BLR) L 7–15   | Gick inte vidare       | Gick inte vidare  | Gick inte vidare  | Gick inte vidare                         | Gick inte vidare               | Gick inte vidare |
| Gamal Fathy Tamim Ghazy Mahmoud Samir Shadi Talaat | Sabel, lag            | i.u.                    | i.u.                   | i.u.              | Frankrike L 31–45 | Klassificeringssemifinal Belarus L 22–45 | 7:e plats-final Ungern L 25–45 | 8                |

Damer
| Idrottare                                                 | Gren                  | Omgång 1                  | Sextondelsfinal      | Åttondelsfinal    | Kvartsfinal       | Semifinal                             | Final / BM                    | Final / BM       |
| Idrottare                                                 | Gren                  | Motståndare Poäng         | Motståndare Poäng    | Motståndare Poäng | Motståndare Poäng | Motståndare Poäng                     | Motståndare Poäng             | Placering        |
| --------------------------------------------------------- | --------------------- | ------------------------- | -------------------- | ----------------- | ----------------- | ------------------------------------- | ----------------------------- | ---------------- |
| Aya El Sayed                                              | Värja, individuellt   | i.u.                      | Picot (FRA) L 7–15   | Gick inte vidare  | Gick inte vidare  | Gick inte vidare                      | Gick inte vidare              | Gick inte vidare |
| Eman El Gammal                                            | Florett, individuellt | Angad-Gaur (NED) L 4–13   | Gick inte vidare     | Gick inte vidare  | Gick inte vidare  | Gick inte vidare                      | Gick inte vidare              | Gick inte vidare |
| Shaimaa El-Gammal                                         | Florett, individuellt | Shaban (EGY) W 15–12      | Nam H-H (KOR) L 6–15 | Gick inte vidare  | Gick inte vidare  | Gick inte vidare                      | Gick inte vidare              | Gick inte vidare |
| Eman Shaban                                               | Florett, individuellt | S El-Gammal (EGY) L 12–15 | Gick inte vidare     | Gick inte vidare  | Gick inte vidare  | Gick inte vidare                      | Gick inte vidare              | Gick inte vidare |
| Eman El Gammal Shaimaa El-Gammal Eman Shaban Salma Soueif | Florett, lag          | i.u.                      | i.u.                 | i.u.              | Ryssland L 23–45  | Klassificeringssemifinal Kina L 24–45 | 7:e plats-final Polen L 14–45 | 8                |

## Gymnastik
- Huvudartikel: Gymnastik vid olympiska sommarspelen 2008

### Artistisk gymnastik
Herrar
| Gymnast        | Gren     | Kval    | Kval    | Kval    | Kval    | Kval    | Kval    | Kval   | Kval      | Final            | Final            | Final            | Final            | Final            | Final            | Final            | Final            |
| Gymnast        | Gren     | Redskap | Redskap | Redskap | Redskap | Redskap | Redskap | Totalt | Placering | Redskap          | Redskap          | Redskap          | Redskap          | Redskap          | Redskap          | Totalt           | Placering        |
| Gymnast        | Gren     | F       | PH      | R       | V       | PB      | HB      | Totalt | Placering | F                | PH               | R                | V                | PB               | HB               | Totalt           | Placering        |
| -------------- | -------- | ------- | ------- | ------- | ------- | ------- | ------- | ------ | --------- | ---------------- | ---------------- | ---------------- | ---------------- | ---------------- | ---------------- | ---------------- | ---------------- |
| Mohamed Serour | Mångkamp | 13.450  | 13.250  | 12.675  | 15.325  | 12.375  | 14.125  | 81.200 | 44        | Gick inte vidare | Gick inte vidare | Gick inte vidare | Gick inte vidare | Gick inte vidare | Gick inte vidare | Gick inte vidare | Gick inte vidare |

Damer
| Gymnast          | Gren     | Kval    | Kval    | Kval    | Kval    | Kval   | Kval      | Final            | Final            | Final            | Final            | Final            | Final            |
| Gymnast          | Gren     | Redskap | Redskap | Redskap | Redskap | Totalt | Placering | Redskap          | Redskap          | Redskap          | Redskap          | Totalt           | Placering        |
| Gymnast          | Gren     | F       | V       | UB      | BB      | Totalt | Placering | F                | V                | UB               | BB               | Totalt           | Placering        |
| ---------------- | -------- | ------- | ------- | ------- | ------- | ------ | --------- | ---------------- | ---------------- | ---------------- | ---------------- | ---------------- | ---------------- |
| Sherine El-Zeiny | Mångkamp | 12.650  | 13.750  | 10.600  | 13.000  | 50.000 | 61        | Gick inte vidare | Gick inte vidare | Gick inte vidare | Gick inte vidare | Gick inte vidare | Gick inte vidare |

## Handboll
- Huvudartikel: Handboll vid olympiska sommarspelen 2008

Herrar
Gruppspel
| Nr | Land     | SM | V | O | F | GM  | IM  | MS | Poäng |
| -- | -------- | -- | - | - | - | --- | --- | -- | ----- |
| 1  | Sydkorea | 5  | 3 | 0 | 2 | 122 | 129 | -7 | 6     |
| 2  | Danmark  | 5  | 2 | 2 | 1 | 137 | 131 | +6 | 5     |
| 3  | Island   | 5  | 2 | 2 | 1 | 151 | 146 | +5 | 6     |
| 4  | Ryssland | 5  | 2 | 1 | 2 | 136 | 131 | +5 | 5     |
| 5  | Tyskland | 5  | 2 | 1 | 2 | 126 | 130 | -4 | 6     |
| 6  | Egypten  | 5  | 0 | 2 | 3 | 127 | 132 | -5 | 2     |

## Judo
Herrar
| Idrottare        | Gren                   | Inledande omgång     | Sextondelsfinal                | Åttondelsfinal               | Kvartsfinal          | Semifinal            | Återkval 1                   | Återkval 2                 | Återkval 3                   | Final / BM                   | Final / BM       |
| Idrottare        | Gren                   | Motståndare Resultat | Motståndare Resultat           | Motståndare Resultat         | Motståndare Resultat | Motståndare Resultat | Motståndare Resultat         | Motståndare Resultat       | Motståndare Resultat         | Motståndare Resultat         | Placering        |
| ---------------- | ---------------------- | -------------------- | ------------------------------ | ---------------------------- | -------------------- | -------------------- | ---------------------------- | -------------------------- | ---------------------------- | ---------------------------- | ---------------- |
| Aheen El Hady    | Halv lättvikt (-66 kg) | BYE                  | Nazaryan (ARM) W 0001–0000     | Arencibia (CUB) L 0000–0001  | Gick inte vidare     | Gick inte vidare     | García (AND) W 1001–0001     | Takata (USA) W 1000–0001   | Sharipov (UZB) L 0001–0101   | Gick inte vidare             | Gick inte vidare |
| Hesham Mesbah    | Mellanvikt (-90 kg)    | i.u.                 | Choi S-H (KOR) W 0000–0000 YUS | Tsirekidze (GEO) L 0001–0010 | Gick inte vidare     | Gick inte vidare     | BYE                          | Mammadov (AZE) W 0011–0010 | Kazusionak (BLR) W 1001–0001 | Dafreville (FRA) W 1000–0000 | 3                |
| Islam El Shehaby | Tungvikt (+100 kg)     | BYE                  | Bor (HUN) W 0120–0010          | Ishii (JPN) L 0000–1001      | Gick inte vidare     | Gick inte vidare     | Bianchessi (ITA) L 0000–0010 | Gick inte vidare           | Gick inte vidare             | Gick inte vidare             | Gick inte vidare |

Damer
| Idrottare     | Gren              | Sextondelsfinal      | Åttondelsfinal          | Kvartsfinal          | Semifinal            | Återkval 1           | Återkval 2                 | Återkval 3                | Final / BM           | Final / BM       |
| Idrottare     | Gren              | Motståndare Resultat | Motståndare Resultat    | Motståndare Resultat | Motståndare Resultat | Motståndare Resultat | Motståndare Resultat       | Motståndare Resultat      | Motståndare Resultat | Placering        |
| ------------- | ----------------- | -------------------- | ----------------------- | -------------------- | -------------------- | -------------------- | -------------------------- | ------------------------- | -------------------- | ---------------- |
| Samah Ramadan | Tungvikt (+78 kg) | BYE                  | Ortiz (CUB) L 0000–0110 | Gick inte vidare     | Gick inte vidare     | BYE                  | Shepherd (AUS) W 1000–0000 | Kim N-Y (KOR) L 0000–0200 | Gick inte vidare     | Gick inte vidare |

## Konstsim
| Idrottare | Gren                | Teknisk rutin | Teknisk rutin | Fri rutin (inledande) | Fri rutin (inledande)  | Fri rutin (inledande) | Fri rutin (final) | Fri rutin (final)      | Fri rutin (final) |
| Idrottare | Gren                | Poäng         | Placering     | Poäng                 | Totalt (teknisk + fri) | Placering             | Placering         | Totalt (teknisk + fri) | Placering         |
| --- | ------------------- | ------------- | ------------- | --------------------- | ---------------------- | --------------------- | ----------------- | ---------------------- | ----------------- |
| Reem Abdalazem Dalia El Gebaly | Damernas duett      | 40.417        | 24            | 40.250                | 80.667                 | 24                    | Gick inte vidare  | Gick inte vidare       | Gick inte vidare  |
| Reem Abdalazem Aziza Abdelfattah Lamyaa Badawi Hajar Badran Dalia El Gebaly Shaza El Sayed Youmna Khallaf Mai Mohamed Nouran Saleh | Damernas lagtävling | 39.750        | 8             | i.u.                  | i.u.                   | i.u.                  | 41.083            | 80.833                 | 8                 |

## Modern femkamp
| Idrottare      | Gren   | Skytte (10 meter luftpistol) | Skytte (10 meter luftpistol) | Skytte (10 meter luftpistol) | Fäktning (värja) | Fäktning (värja) | Fäktning (värja) | Simning (200 m frisim) | Simning (200 m frisim) | Simning (200 m frisim) | Ridsport (hästhoppning) | Ridsport (hästhoppning) | Ridsport (hästhoppning) | Löpning (3000 m) | Löpning (3000 m) | Löpning (3000 m) | Totalpoäng | Slutresultat |
| Idrottare      | Gren   | Poäng                        | Placering                    | MF-poäng                     | Resultat         | Placering        | MF-poäng         | Tid                    | Placering              | MF-poäng               | Straff                  | Placering               | MF-poäng                | Tid              | Placering        | MF-poäng         | Totalpoäng | Slutresultat |
| -------------- | ------ | ---------------------------- | ---------------------------- | ---------------------------- | ---------------- | ---------------- | ---------------- | ---------------------- | ---------------------- | ---------------------- | ----------------------- | ----------------------- | ----------------------- | ---------------- | ---------------- | ---------------- | ---------- | ------------ |
| Amro El Geziry | Herrar | 174                          | 29                           | 1024                         | 15–20            | 24               | 760              | 1:55,86                | 1                      | 1412 OR                | 716                     | 31                      | 484                     | 9:58,55          | 30               | 1008             | 4688       | 32           |
| Omnia Fakhry   | Damer  | 186                          | 5                            | 1168                         | 17–18            | =18              | 808              | 2:15,72                | 9                      | 1292                   | 312                     | 35                      | 776                     | 11:32,10         | 33               | 952              | 4996       | 30           |
| Aya Medany     | Damer  | 184                          | 9                            | 1144                         | 22–13            | =5               | 928              | 2:15,69                | 8                      | 1292                   | 196                     | 30                      | 1004                    | 10:36,05         | 11               | 1176             | 5544       | 8            |

## Ridsport

### Hoppning
| Ryttare         | Häst   | Gren                 | Kval     | Kval      | Kval        | Kval        | Kval        | Kval             | Kval             | Kval             | Final            | Final            | Final            | Final            | Final            | Totalt           | Totalt           |
| Ryttare         | Häst   | Gren                 | Omgång 1 | Omgång 1  | Omgång 2    | Omgång 2    | Omgång 2    | Omgång 3         | Omgång 3         | Omgång 3         | Omgång A         | Omgång A         | Omgång B         | Omgång B         | Omgång B         | Totalt           | Totalt           |
| Ryttare         | Häst   | Gren                 | Straff   | Placering | Straff      | Totalt      | Placering   | Straff           | Totalt           | Placering        | Straff           | Placering        | Straff           | Totalt           | Placering        | Straff           | Placering        |
| --------------- | ------ | -------------------- | -------- | --------- | ----------- | ----------- | ----------- | ---------------- | ---------------- | ---------------- | ---------------- | ---------------- | ---------------- | ---------------- | ---------------- | ---------------- | ---------------- |
| Karim El Zoghby | Aladin | Individuell hoppning | 52       | 76        | Drog sig ur | Drog sig ur | Drog sig ur | Gick inte vidare | Gick inte vidare | Gick inte vidare | Gick inte vidare | Gick inte vidare | Gick inte vidare | Gick inte vidare | Gick inte vidare | Gick inte vidare | Gick inte vidare |

## Rodd
Herrar
| Idrottare                                                 | Gren              | Heat    | Heat      | Återkval | Återkval  | Kvartsfinal | Kvartsfinal | Semifinal        | Semifinal        | Final            | Final            | Final |
| Idrottare                                                 | Gren              | Tid     | Placering | Tid      | Placering | Tid         | Placering   | Tid              | Placering        | Tid              | Placering        |       |
| --------------------------------------------------------- | ----------------- | ------- | --------- | -------- | --------- | ----------- | ----------- | ---------------- | ---------------- | ---------------- | ---------------- | ----- |
| Aly Ibrahim                                               | Singelsculler     | 7:43,70 | 3 QF      | i.u.     | i.u.      | 7:24,77     | 6 SC/D      | 7:20,73          | 3 FC             | 7:26,06          | 18               |       |
| Ibrahim Abd El Razek Ahmed Gad Amin Ramadan Mohamed Zidan | Fyra utan styrman | 6:11,71 | 5 R       | 6:37,50  | 4         | i.u.        | i.u.        | Gick inte vidare | Gick inte vidare | Gick inte vidare | Gick inte vidare |       |

Damer
| Idrottare  | Gren          | Heat    | Heat      | Kvartsfinal | Kvartsfinal | Semifinal | Semifinal | Final   | Final     | Final |
| Idrottare  | Gren          | Tid     | Placering | Tid         | Placering   | Tid       | Placering | Tid     | Placering |       |
| ---------- | ------------- | ------- | --------- | ----------- | ----------- | --------- | --------- | ------- | --------- | ----- |
| Heba Ahmed | Singelsculler | 8:46,96 | 4 FE      | BYE         | BYE         | BYE       | BYE       | 8:07,10 | 24        |       |

## Simning
- Huvudartikel: Simning vid olympiska sommarspelen 2008

## Skytte
- Huvudartikel: Skytte vid olympiska sommarspelen 2008

## Taekwondo
| Idrottare     | Gren            | Åttondelsfinaler     | Kvartsfinaler        | Semifinaer           | Återkval             | Bronsmatch            | Final                | Final     |
| Idrottare     | Gren            | Motståndare Resultat | Motståndare Resultat | Motståndare Resultat | Motståndare Resultat | Motståndare Resultat  | Motståndare Resultat | Placering |
| ------------- | --------------- | -------------------- | -------------------- | -------------------- | -------------------- | --------------------- | -------------------- | --------- |
| Noha Abd Rabo | Damernas +67 kg | Solheim (NOR) L 3–9  | Gick inte vidare     | Gick inte vidare     | Che C C (MAS) W 5–1  | Stevenson (GBR) L 1–5 | Gick inte vidare     | 5         |

## Tyngdlyftning
- Huvudartikel: Tyngdlyftning vid olympiska sommarspelen 2008

## Volleyboll
- Huvudartikel: Volleyboll vid olympiska sommarspelen 2008